# Difluoressigsäure
Difluoressigsäure ist eine chemische Verbindung aus der Gruppe der Monocarbonsäuren und eine fluororganische Verbindung.

## Vorkommen
Difluoressigsäure wurde in Regen- und Grundwasser nachgewiesen.

## Gewinnung und Darstellung
Die meisten bekannten Verfahren zur Herstellung von Difluoressigsäure lassen sich im Wesentlichen in zwei Gruppen einteilen. Ein Teil basiert auf der Oxidation von 1,1-Difluor-2,3-ungesättigten Kohlenwasserstoffen, die ihrerseits jedoch Produkte mehrstufiger Synthesen sind. Die zweite Gruppe von Synthesen geht von Tetrafluorethylen aus.
Difluoressigsäure kann auch durch eine mehrstufige Reaktion ausgehend von einer Addition von Pyrrolidin mit Chlortrifluorethylen und durch Oxidation von 1,2-Dichlor-3,3-difluorpropen hergestellt werden.

## Eigenschaften
Difluoressigsäure ist eine brennbare, schwer entzündbare, gelbliche Flüssigkeit, die mischbar mit Wasser ist. In der Gasphase liegt sie in zwei konformeren Formen vor.

## Verwendung
Difluoressigsäure ist ein einfach zu handhabendes Reagenz, das sich zur Gewinnung von Difluormethylsubstituenten eignet, und kann als Difluormethylierungsreagenz für die direkte C-H-Difluormethylierung von heteroaromatischen Verbindungen verwendet werden. Es kann auch zur Herstellung von 2-Difluormethylbenzimidazolen, -oxazolen und -thiazolen aus ortho-substituierten Anilinen unter Verwendung von Triphenylphosphin eingesetzt werden.

## Sicherheitshinweise
Die Dämpfe von Difluoressigsäure können mit Luft ein explosionsfähiges Gemisch (Flammpunkt 78 °C) bilden.